# ミクロス・イマージュ
旧ミクロス・イマージュ（Mikros Image）、現ミクロス・アニメーション（Mikros Animation）はフランスのアニメーション制作会社。パリにある本社の他、カナダ・モントリオールに制作拠点を構えている。
かつてはVFXおよびポストプロダクションの事業も手掛けていたが、現在は同事業から撤退している。

## 歴史
1985年にモーリス・プロストにより設立。
2008年から2010年にかけて、ベルギーに2つの支社（ブリュッセルとリエージュ）、ルクセンブルクに子会社LFXを設立した。また、2010年は同社が制作した初のアニメ作品となる短編映画「Logorama」が第82回アカデミー賞において短編アニメ賞を受賞している年でもある。
2011年にはカナダにモントリオール支社、2012年にはパリ北西部ルヴァロワ＝ペレに長編アニメ専門のスタジオを設立。
2015年、同社の親会社であったイタリアのメディア企業Mediacontech社がテクニカラー社（現ヴァンティヴァ）との間でミクロス・イマージュの買収に関する契約を締結したことで、テクニカラー傘下となる。
2016年には同社が制作に参加した「リトルプリンス 星の王子さまと私」が、第41回セザール賞においてアニメ映画賞を受賞。
2017年には同じテクニカラー傘下であるイギリスのVFX会社ムービング・ピクチャー・カンパニー（以下MPC）と広告関連業務を統合し、現地企業ミクロスMPC・アドバタイジング（以下ミクロスMPC）を設立した。
2021年にはテクニカラーがグローバルVFX部門として新設したテクニカラー・クリエイティブ・スタジオ（のちテクニカラー・グループ）の傘下となった他、MPCとの業務提携により映画およびテレビドラマ部門がMPCの下に統合。2022年にはテクニカラーによる組織再編によりミクロスMPCが同じテクニカラー傘下のザ・ミル社（The Mill）の下に統合された。これによりミクロス・イマージュは事実上VFXおよびポストプロダクション事業を手放すこととなった。

### VFX・ポストプロダクション事業の撤退後
2021年、ミクロス・イマージュの長編アニメ部門であったミクロス・アニメーションがテクニカラー傘下のアニメ制作会社であるテクニカラー・アニメーション・プロダクションズ（Technicolor Animation Productions）およびテクニカラー・アニメーション（Technicolor Animation）と統合し、現在の一企業としてのミクロス・アニメーションが誕生した。代表には当初元20世紀フォックス・アニメーション（現20世紀アニメーション）共同社長のアンドレア・ミロロ（Andrea Miloro）が就任し、のちに元幹部のジュリアン・ミーステルス（Julien Meesters）が代表となった。
2025年2月には親会社であったテクニカラー・グループの破産の煽りを受けて、アメリカ・ロサンゼルス、インド・バンガロール、イギリス・ロンドンの3支社が閉鎖された。その後3月、カナダのVFX会社ロデオFXが同社の映画部門を、フランスのアニメ製作会社OuiDO Productionsがテレビ部門をそれぞれ買収することが発表された。なお、買収後もミクロス・アニメーションは社名を維持したまま活動を継続することとなっているが、テレビ部門は別のアニメ配給会社および出版関連の会社と統合される予定であることが報じられている。

## 主な作品
※IMDbの情報および会社サイトより引用。邦題のある作品のみを記載。 
長編
| 公開年 | 邦題/原題                                                                                     | 製作会社 | 備考                                       |
| ------ | --------------------------------------------------------------------------------------------- | --- | ------------------------------------------ |
| 2014   | ミューン 月の守護者の伝説 Mune, Le Gardien de la Lune                                         | Orange Studio On Animation Studios Kinology                                                                 |                                            |
| 2015   | リトルプリンス 星の王子さまと私 The Little Prince                                             | Orange Studio M6 Films On Animation Studios Wild Bunch Lucky Red                                            |                                            |
| 2017   | サハラ Sahara                                                                                 | La Station Animation Mandarin Production                                                                    | 日本ではNetflixにて配信。                  |
| 2017   | スーパーヒーロー・パンツマン Captain Underpants: The First Epic Movie                         | 20世紀フォックス・アニメーション ドリームワークス・アニメーション Scholastic                                | 日本ではDVDスルー。                        |
| 2018   | 名探偵シャーロック・ノームズ Sherlock Gnomes                                                  | パラマウント・アニメーション メトロ・ゴールドウィン・メイヤー Rocket Pictures                               |                                            |
| 2020   | スポンジ・ボブ: スポンジ・オン・ザ・ラン The SpongeBob Movie: Sponge on the Run               | パラマウント・アニメーション メディア・ライツ・キャピタル ニコロデオン・ムービーズ United Plankton Pictures | 日本ではNetflixにて配信。                  |
| 2021   | パウ・パトロール ザ・ムービー Paw Patrol: The Movie                                           | パラマウント・アニメーション Spin Master Entertainment ニコロデオン・ムービーズ                             |                                            |
| 2023   | ミュータント・タートルズ: ミュータント・パニック! Teenage Mutant Ninja Turtles: Mutant Mayhem | パラマウント映画 ニコロデオン・ムービーズ Point Grey Pictures                                               | シネサイトとの共同制作                     |
| 2023   | パウ・パトロール ザ・マイティ・ムービー Paw Patrol: The Mighty Movie                          | パラマウント・アニメーション Spin Master Entertainment ニコロデオン・ムービーズ                             |                                            |
| 2024   | ガーディアンと魔法の虎 The Tiger's Apprentice                                                 | パラマウント・アニメーション Jane Startz Productions                                                        |                                            |
| 2024   | オリオンと暗闇 Orion and the Dark                                                             | Netflix ドリームワークス・アニメーション                                                                    |                                            |
| 2024   | ユニコーンのテルマ Thelma the Unicorn                                                         | Netflix |                                            |
| 2025   | プランクトン: ザ・ムービー Plankton: The Movie                                                | Netflix ニコロデオン・ムービーズ                                                                            | ReDefine社、Yukfoo Animation社との共同制作 |

テレビアニメ
- 2016年：アバローのプリンセス エレナ Elena of Avalor
- 2018年：ボス・ベイビー: ビジネスは赤ちゃんにおまかせ! The Boss Baby: Back in Business
- 2019年：ワイルド・スピード/スパイ・レーサー Fast & Furious: Spy Racers
- 2021年：キャンプ・コーラル:スポンジ・ボブのアンダーイヤー Kamp Koral: SpongeBob's Under Years
- 2022年：カンフー・パンダ: 龍の戦士たち Kung Fu Panda: The Dragon Knight
- 2023年：ボス・ベイビー やっぱりビジネスは赤ちゃんにおまかせ!（英語版） The Boss Baby: Back in the Crib

短編
- 2009年：Logorama

## 参加作品 (VFX・ポストプロダクション)
※IMDbの情報を参照。また、邦題のある作品のみを記載。

### 映画
1999年～2009年
| 公開年 | 作品名                                                            |
| ------ | ----------------------------------------------------------------- |
| 1999年 | ナインスゲート The Ninth Gate                                     |
| 2000年 | クリムゾン・リバー Les Rivières pourpres                          |
| 2001年 | 白淫夢 インモラル・ドアー La Septième porte                       |
| 2002年 | ホロコースト -アドルフ・ヒトラーの洗礼- Amen.                     |
| 2002年 | ル・ブレ Le Boulet                                                |
| 2002年 | ファム・ファタール Femme Fatale                                   |
| 2002年 | トランスポーター The Transporter                                  |
| 2003年 | ル・ディヴォース/パリに恋して Le Divorce                          |
| 2004年 | 愛の神、エロス Eros                                               |
| 2004年 | クリーン Clean                                                    |
| 2004年 | 奇跡の朝 Les Revenants                                            |
| 2004年 | アレキサンダー Alexander                                          |
| 2005年 | 真夜中のピアニスト De battre mon coeur s'est arrêté               |
| 2005年 | キリクと魔女2 4つのちっちゃな大冒険 Kirikou et les bêtes sauvages |
| 2008年 | 幸せはシャンソニア劇場から Faubourg 36                            |
| 2009年 | ブレンダンとケルズの秘密 The Secret of Kells                      |
| 2009年 | ココ・アヴァン・シャネル Coco avant Chanel                        |
| 2009年 | よなよなペンギン                                                  |
| 2009年 | オーシャンズ Océans                                               |

2010年～2019年
| 公開年 | 作品名                                                                               |
| ------ | ------------------------------------------------------------------------------------ |
| 2010年 | ゲンスブールと女たち Gainsbourg (Vie héroïque)                                       |
| 2011年 | ラルゴ・ウィンチ -裏切りと陰謀- Largo Winch II                                       |
| 2011年 | イリュージョン La Femme du Vème                                                      |
| 2012年 | ニューヨーク、恋人たちの2日間 2 Days in New York                                     |
| 2012年 | 君と歩く世界 De rouille et d'os                                                      |
| 2012年 | 愛、アムール Amour                                                                   |
| 2012年 | テレーズの罪 Thérèse Desqueyroux                                                     |
| 2013年 | ニューヨークの巴里夫 Casse-tête chinois                                              |
| 2013年 | ジミーとジョルジュ 心の欠片を探して Jimmy P.                                         |
| 2013年 | ラブ・パンチ The Love Punch                                                          |
| 2013年 | 愛の犯罪者 L'Amour est un crime parfait                                              |
| 2015年 | トランスポーター イグニション The Transporter Refueled                               |
| 2015年 | 小間使いの日記 Journal d'une femme de chambre                                        |
| 2015年 | パレス・ダウン Taj Mahal                                                             |
| 2015年 | シーズンズ 2万年の地球旅行 Les Saisons                                               |
| 2016年 | ショコラ 〜君がいて、僕がいる〜 Chocolat                                             |
| 2016年 | 海へのオデッセイ ジャック・クストー物語 L'Odyssée                                    |
| 2016年 | レッドタートル ある島の物語 La Tortue rouge                                          |
| 2016年 | 淵に立つ                                                                             |
| 2016年 | RAW 〜少女の目覚め〜 Grave                                                           |
| 2016年 | エル ELLE Elle                                                                       |
| 2017年 | ヴァレリアン 千の惑星の救世主 Valerian and the City of a Thousand Planets            |
| 2017年 | マルクス・エンゲルス Le Jeune Karl Marx                                              |
| 2017年 | レジェンダリー Pilgrimage                                                            |
| 2017年 | ボストン ストロング 〜ダメな僕だから英雄になれた〜 Stronger                          |
| 2017年 | ルージュの手紙 Sage femme                                                            |
| 2017年 | 天国でまた会おう Au revoir là-haut                                                   |
| 2017年 | ハッピーエンド Happy End                                                             |
| 2017年 | 狼チャイルド As boas naneiras                                                        |
| 2017年 | デス・バレット Laissez bronzer les cadavres                                          |
| 2017年 | わたしは、幸福 Félicité                                                              |
| 2017年 | イスマエルの亡霊たち Les Fantômes d'Ismaël                                           |
| 2017年 | BPM ビート・パー・ミニット 120 battements par minute                                 |
| 2017年 | パリ、憎しみという名の罠 Carbone                                                     |
| 2017年 | ビヨンド・ザ・ロウ Tueurs                                                            |
| 2017年 | あなたはまだ帰ってこない La Douleur                                                  |
| 2017年 | ゴーギャン タヒチ、楽園への旅 Gauguin – Voyage de Tahiti                             |
| 2017年 | 欲望に溺れて Plonger                                                                 |
| 2017年 | クリスマス・カンパニー Santa & Cie                                                   |
| 2018年 | リビングデッド・サバイバー La Nuit a dévoré le monde                                 |
| 2018年 | 今さら言えない小さな秘密 Raoul Taburin                                               |
| 2018年 | マーダー・ミー・モンスター Muere, monstruo, muere                                    |
| 2018年 | シティーハンター THE MOVIE 史上最香のミッション Nicky Larson et le parfum de Cupidon |
| 2018年 | ハミングバード・プロジェクト 0.001秒の男たち The Hummingbird Project                 |
| 2018年 | ゴールデン・リバー The Sisters Brothers                                              |
| 2019年 | 今宵、212号室で Chambre 212                                                          |
| 2019年 | パリのどこかで、あなたと Deux moi                                                    |
| 2019年 | シチリアを征服したクマ王国の物語 La Fameuse invasion des ours en Sicile              |
| 2019年 | 約束の宇宙 Proxima                                                                   |
| 2019年 | ANNA/アナ Anna                                                                       |
| 2019年 | その手に触れるまで Le Jeune Ahmed                                                    |
| 2019年 | 愛欲のセラピー Sibyl                                                                 |

2020年～2021年
| 公開年 | 作品名                                                       |
| ------ | ------------------------------------------------------------ |
| 2020年 | スーパーヒーローへの道 Comment je suis devenu super-héros    |
| 2020年 | スヘルデの戦い De slag om de Schelde                         |
| 2020年 | シティーコップ 余命30日?!のヒーロー 30 jours max             |
| 2020年 | GAGARINE/ガガーリン Gagarine                                 |
| 2020年 | ヴォイス・オブ・ラブ Aline                                   |
| 2021年 | ザ・ラスト・マーセナリー Le Dernier mercenaire               |
| 2021年 | バッドマン 史上最低のスーパーヒーロー Super-héros malgré lui |
| 2021年 | アネット Annette                                             |

### テレビドラマ
- 2020年～2021年：イントゥ・ザ・ナイト Into the Night
- 2021年：密売人 Caïd